# Precis ibris
Precis ibris är en fjärilsart som beskrevs av Felder 1867. Precis ibris ingår i släktet Precis och familjen praktfjärilar. Inga underarter finns listade i Catalogue of Life.